# Азеведу, Алуизиу
Алуизиу Танкреду Белу Гонсалвис ди Азеведу (порт. Aluísio Tancredo Belo Gonçalves de Azevedo; 14 апреля 1857 — 21 января 1913) — бразильский писатель, карикатурист, дипломат, драматург и новеллист. Брат Артура Азеведу.

## Биография
В 1876 году отправился в Рио-де-Жанейро, чтобы учиться живописи в университете, и после его окончания работал художником-карикатуристом в ряде газет и журналов, таких как «O Fígaro», «O Mequetrefe», «Zig-Zag» и «A Semana Ilustrada». После смерти отца в 1887 году был вынужден вернуться в родной город, чтобы заботиться о семье. Примерно тогда же он начал свою писательскую карьеру, опубликовав свой первый роман, «Uma Lágrima de Mulher», в 1880 году. Первоначально придерживавшийся романтизма, позже он присоединился к направлению натурализма. Выступил представителем движения натуралистов в Бразилии, опубликовав роман «O Mulato» в 1881 году. Родился в Сент-Луисе, в юные годы работал коммивояжёром; с ранних лет увлекался живописью. Скопив за два года достаточно денег, он вернулся в Рио и активно писал в 1882—1895 годах, выступая в своих романах в том числе с антиклерикальными и аболиционистскими взглядами. В 1895 году поступил на дипломатическую службу и работал в Испании, Японии, Англии, Италии и Аргентине, где и умер. Стал основателем и на протяжении 4-х сроков председателем Бразильской академии литературы с 1897 года до своей смерти в 1913 году.